# 花山院隊
花山院隊（かさのいんたい）は、江戸時代末期（幕末）に、倒幕を掲げ活動した豊前の草莽隊。公家である花山院家の花山院家理を推戴したことから、花山院隊と名乗った。隊員数約150人。

## 概要
慶応4年/明治元年（1868年）1月、豊前宇佐の尊王派志士で、長府報国隊に所属していた佐田秀（さだ ひずる）を中心として結成された。
花山院家理を推戴して倒幕挙兵する計画を立てた佐田は、木付義路らと連絡して花山院を豊前に迎えようとするが、長府藩の本藩である長州藩に妨げられて花山院は豊前入りすることができなくなった。
慶応4年/明治元年1月14日（1868年2月7日）、花山院隊を称して単独で挙兵。豊前四日市陣屋を襲撃し、武器弾薬等を奪って放火、陣屋の役人が逃げ込んだ東本願寺別院にも放火した後、宇佐神宮の奥の院である御許山に錦旗を掲げて立て篭もった（御許山騒動）。さらに別働隊が日田陣屋を襲撃し、入牢していた同志を解放した。
長州本藩では、長府報国隊に所属していた佐田らの勝手な行動に激怒し、鎮圧のため豊前に長府報国隊を派遣した。
1月3日から6日にかけての鳥羽・伏見の戦いで幕府軍を破り、倒幕を推進していた長州藩にとって、同じ倒幕活動ながら長州藩の統制を離れた花山院隊の行動は許せないものであった。
長州藩側は、隊規に違反して脱走し、正式な勅許を得ずに挙兵し、勝手に長州藩の名を用いた等の罪状を挙げ詰問、脱走した隊士の引き渡しを要求するが、佐田ら花山院隊幹部はこれを拒否して交渉は決裂、佐田はその場で斬殺された。その直後に攻撃が開始され、幹部を失った花山院隊は壊滅した。